# 赣深客运专线
赣深客运专线又名赣深高速铁路、京港高铁（赣深段），是一条已通车的高速铁路。北起赣州西站与昌赣客运专线接轨，南至深圳北站或西丽站，于2016年底开始各分段陆续开工，2021年12月10日建成通车，总工期54个月。全线共设车站14座，其中充分利用既有车站2座（赣州西站、深圳北站），线路简单引入，无任何改建工程；预留车站2座（光明城站、仲恺站，后来改为新建车站）；新建车站10座（信丰西、龙南东、定南南、和平北、龙川西、河源北、河源东、博罗北、惠州北、东莞南站）。全线新建动车运用所二座，分別为赣州西动车运用所和深圳第二动车运用所，新建9座220kV牵引变电所。建设总工期按54個月设计，项目总投资为636.67亿元。
赣深高铁是一条长三角与珠三角间交流的重要通道，承担珠三角、粤东地区对外中长途客流为主同时兼顾沿线及粤东与珠三角间城际客流，龙川至惠州段还将承担广梅汕快速铁路通道的客运功能。建设赣州至深圳客运专线，对于改善赣南地区基础设施，提高路网质量、完善路网布局、增强运输灵活机动性，加快江西等内陆省份对接珠三角，实现珠三角地区产业转移，带动沿线城镇化进程、沿线旅游资源开发具有重要意义。河源市將結束不通高鐵的歷史，也是廣東省最後一個有高鐵通達的地級市。
此外，赣深客运专线在東莞南站以東设有连接广深铁路I、II線的联络线，列车可由香港西九龙站经广深港高铁至深圳北站后，通过赣深客专、联络线前往广深线至广州东站或广州站、甚至可以前往國內其他城市，列車亦可以由赣州西站经赣深客专及联络线前往深圳东站、深圳站。

## 历史

### 前期准备
赣深客运专线的早期提出是伴随着昌赣客运专线计划纳入国家“十二五”铁路规划，然而2011年5月出台“十二五”正式规划没有将赣深纳入，同月江西省联合广东省共同向铁道部行文要求将赣深客专也纳入“十二五”。
- 2014年1月18日在广东省十二届人大二次会议第二场记者会上河源市市长彭建文向记者表示赣深高铁计划在2015年立项[8]。
- 2014年11月5日发改委官网正式公布同年9月26日批复的《新建南昌至赣州铁路客运专线可行性研究报告》，提及要“抓紧研究赣州至深圳铁路客运专线贯通建设的问题”[9]。
- 2014年12月20日昌赣客专开工时提出赣深客专将在2015年开建[10]。
- 2015年1月17日至18日在赣州举行的《赣深客专铁路预可研审查会》预计投资总额662.73亿元[11][12][13]；有报道说设计时速350公里，并和京九铁路一样将经过和平县、龙川县，设和平西站、龙川西站[14]。
- 2015年1月20日中国铁路总公司领导到南康区[15]和定南县[16]考察。
- 2015年8月3日新建铁路赣州至深圳客运专线（江西段）社会稳定风险分析公示[17][18]。
- 2015年11月23日至26日赣深客专项目可研审查会顺利召开，确认将走东线接入深圳，但计划接入深圳东站。[19][20]
- 2016年2月4日新建铁路赣州至深圳客运专线环境影响评价第一次信息公示[21][22]
- 2016年3月记者报道确认将走西线接入深圳北站西侧，在车站西侧新建车站[23][24]。
- 2016年5月30日新建铁路赣州至深圳客运专线环境影响评价第二次公示[25][26][27][28]。
- 2016年7月7日关于赣州至深圳客运专线工程（江西段）的批前公示[29]。
- 2016年7月28日新建赣州至深圳客运专线 环境影响报告书（公示本）公示[30]。
- 2016年10月9日国家发改委关于新建赣州至深圳铁路可行性研究报告的批复[31][32][33]。
- 2016年10月21日环境保护部关于新建赣州至深圳客运专线环境影响评价文件拟进行审查公示[34]。
- 2017年7月19日公布赣粤两省联合中国铁路总公司以铁总鉴函[2017]528号文批复赣深客专赣州至塘厦段初步设计[35]。

### 建设
- 2016年12月22日，广东段先期工程在河源启动[36][37]。
- 2017年4月22日，全线最长的隧道龙南隧道开始建设[38]；2019年5月31日，龙南隧道进口顺利贯通[39]。
- 2021年6月12日，赣深客运专线全线轨道铺设贯通[40]
- 2021年9月25日，赣深高铁引入广深铁路线路拨接顺利完成，标志着赣深高铁与广深铁路实现互联互通。[41]

### 运行调试
- 2021年9月8日，赣深高铁江西段进入联调联试阶段[42]。
- 2021年9月12日，赣深高铁广东段进入联调联试阶段[43]。
- 2021年10月28日18时，赣深高铁江西段开始运行试验[44]。
- 2021年11月27日，赣深高铁全线满图试运行[45]。

### 开通运营
- 2021年12月9日下午，赣深高铁开始售票。
- 2021年12月10日，赣深高铁全线通车运营。通車初期主要開行深圳北至南昌/南昌西的本線車。
- 2022年1月10日实施新的运行图后，赣深高铁共开行列车74对，其中深圳站始发16对，深圳北站始发68对[46]。
- 2022年2月7日，河源市发生里氏3.0级地震，因此途径本线的列车出现晚点[47]。

## 沿途车站
| 路线 | 路线 | 路线 | 所在地区 | 所在地区 | 所在地区 | 车站     | 站间里程 （公里） | 连接铁路               | 城市軌道交通換乘路線                                                            |
| ---- | ---- | ---- | -------- | -------- | -------- | -------- | ----------------- | ---------------------- | ------------------------------------------------------------------------------- |
|      |      |      | 江西省   | 赣州市   | 南康区   | 赣州西站 | —                 | 昌赣客运专线           | 赣州轨道交通4号线                                                               |
|      |      |      | 江西省   | 赣州市   | 信丰县   | 信丰西站 |                   |                        |                                                                                 |
|      |      |      | 江西省   | 赣州市   | 龙南市   | 龙南东站 |                   |                        |                                                                                 |
|      |      |      | 江西省   | 赣州市   | 定南县   | 定南南站 |                   |                        |                                                                                 |
|      |      |      | 广东省   | 河源市   | 和平县   | 和平北站 |                   |                        |                                                                                 |
|      |      |      | 广东省   | 河源市   | 龙川县   | 龙川西站 |                   | 龙龙高速铁路           |                                                                                 |
|      |      |      | 广东省   | 河源市   | 东源县   | 河源北站 |                   |                        |                                                                                 |
|      |      |      | 广东省   | 河源市   | 源城区   | 河源东站 |                   |                        |                                                                                 |
|      |      |      | 广东省   | 惠州市   | 博罗县   | 博罗北站 | 31.85             |                        |                                                                                 |
|      |      |      | 广东省   | 惠州市   | 惠城区   | 惠州北站 | 42                | 广汕高速铁路广州东方向 | 广惠城际铁路                                                                    |
|      |      |      | 广东省   | 惠州市   | 惠城区   | 仲恺站   | 20                | 广汕高速铁路汕尾方向   |                                                                                 |
|      |      |      | 广东省   | 东莞市   | 塘厦镇   | 東莞南站 | 30                | 广深铁路               |                                                                                 |
|      |      |      | 广东省   | 深圳市   | 光明区   | 光明城站 | 19                | 广深港铁路             | 深圳地铁6号线支线 （與东莞轨道交通1号线直通運行） 深圳地铁13号线 深圳地铁18号线 |
|      |      |      | 广东省   | 深圳市   | 光明区   | 光明城站 | 19                | 广深港铁路             | 深圳地铁6号线支线 （與东莞轨道交通1号线直通運行） 深圳地铁13号线 深圳地铁18号线 |
|      |      |      | 广东省   | 深圳市   | 龙华区   | 深圳北站 | 16                | 杭深铁路 广深港铁路    | 深圳地铁4号线 深圳地铁5号线 深圳地铁6号线                                       |
|      |      |      | 广东省   | 深圳市   | 南山區   | 西麗站   |                   | 平南铁路 深湛铁路      | 深圳地铁13号线 深圳地铁15号线                                                   |

## 走向方案

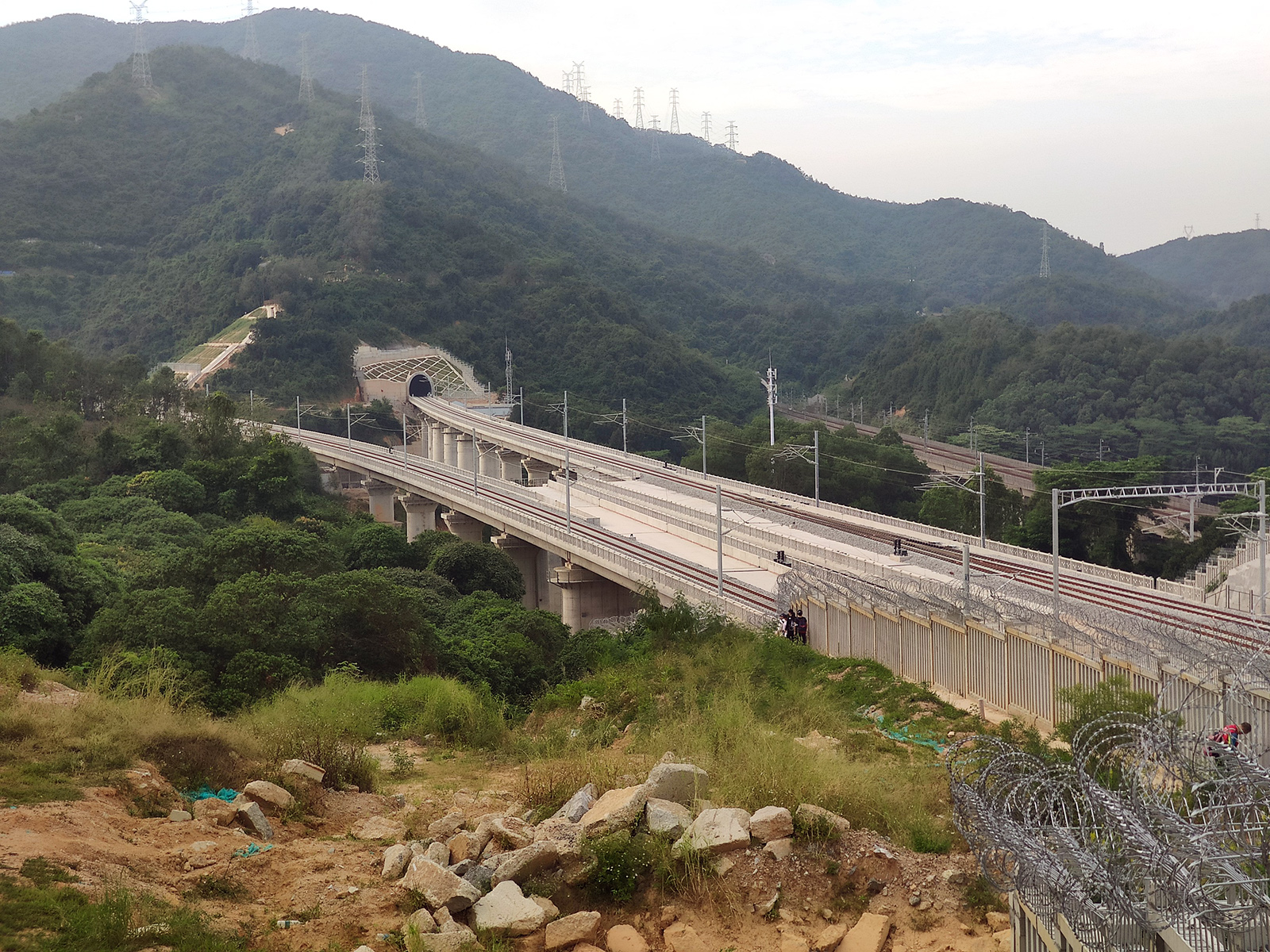
赣深高铁深圳北站上下行联络线近阳台山隧道口

龙川县争取新线能绕道龙川设站，并与规划中的龙川经梅州至龙岩高铁相接，而中铁四院也表示支持。
而东莞也争取走「西线」进深圳已让赣深客运专线在东莞进内设站，而深圳则希望走「东线」接入坪山站，并到深圳东站以打破深圳西强东弱的局面。
根据2016年2月4日新建铁路赣州至深圳客运专线环境影响评价第一次信息公示的信息经过东莞这一点线路确定走「西线」。赣深高铁作为京九高铁的南段部分，逻辑上终点为西九龙，若采用东线方案接入深圳坪山站，前往西九龙，则需在深圳北站调向，这估计是东线方案不被支持的主要原因。
深圳方面规划建设深河高铁由深圳坪山站，经由惠城南站接入河源东站，相当于实现了赣深高铁南端同时建设西线和东线。规划中广河高铁也会接入河源东站。
但是深圳方面的争取，也获得了部分的支持，既保持了联络线接入深圳北站，同时建设光明城站到西丽站，实现深圳始发终到的列车，进西丽站，而非深圳北站。同时西线的东莞南站建设与广深铁路的联络线，这样也接入深圳东站和深圳站。在深圳东站以南进行机走线改造，实现普速列车停深圳东站，而深圳站变身了高铁站和城际站。根据发改委批准的大湾区城际轨道的规划方案，还会在东莞南站修建塘厦至龙岗的城际，连接深惠城际及大鹏支线。
赣深客运专线同时于惠州与广汕铁路连接：东南走向仲恺联络线由仲愷站往来广汕铁路惠州南站，西北走向惠州北联络线由广汕高铁博罗站往来惠州北站。在广汕铁路通车前，赣深客运专线自赣州、河源往广州方向的列车需在到东莞南站后换向，然后接入广深铁路I/II线往来广州东站。